# Bürger Zsigmond
Bürger Zsigmond (Bécs, 1856. február 8. – Budapest, 1908. május 14.) zeneszerző, gordonkaművész.

## Élete
Moser és Popper Dávid voltak a tanárai. Elméleti tudását H. Graedenernél és Gustav Nottebohmnál sajátította el. 1872-ben lépett fel először, egy gimnáziumi hangverseny alkalmával. A következő évben debütált hivatalosan Bernhard Molique gordonkaversenyével. Nagyon sokat hangversenyezett. Kitűnő művészekkel (Henryk Wieniawski, Patti, Alfred Grünfeld, Ernst Loewenbeg, Breitner, Marsik, Johannes Wolf) járta be Ausztriát, Magyarországot, Német-, Francia-, Orosz-, Törökországot, Dániát és Angliát. Aztán leszerződött a bécsi és müncheni operákhoz. 1876-ban Krancsevics Dragomirral, 1894-ben Grünfeld Vilmossal alakított vonósnégyest. 1887-től haláláig az Operaház első szólócsellistája. 1894-től a Nemzeti Zenede tanára volt. Sírja a Kozma utcai izraelita temetőben található.
Több kompozíciója, Franz Schubert-, Robert Schumann-átirata jelent meg. Írása: Művészpályám emlékei (1895).